# Tim Drake
Timothy Jackson Drake Wayne, mais conhecido como Tim Drake, é um super-herói fictício presente nos quadrinhos publicadas pela DC Comics, em geral associado ao Batman. O personagem foi criado por Marv Wolfman e Pat Broderick estreando em Batman #436 (agosto de 1989) como o terceiro Robin, condição que manteve até 2009. Após os eventos de A Batalha pelo Capuz passou a usar o nome de Robin Vermelho.
Atualmente atua como Robin, dividindo o manto com Damian Wayne.
O personagem foi apresentado em vários outros formatos, vide As novas aventuras do Batman e Justiça Jovem: Invasão. Em 2011, Tim Drake figurou em 32º lugar no ranking da IGN que relacionou os 100 maiores super-heróis dos quadrinhos.

## Origem
Tim Drake, nascido em 15 de setembro, era um jovem garoto que acompanhou as aventuras de Batman e Robin desde o assassinato dos “Graysons Voadores”, crime do qual ele foi testemunha ocular. Tim deduziu as identidades de Bruce e Dick através de suas habilidades instintivas de detetive e passou a acompanhar suas carreiras com uma proximidade ainda maior.
Tim, por diversas vezes, desejou se tornar “O Maior Detetive do Mundo”, título pertencente ao Cavaleiro das Trevas, o qual admitiu recentemente que Tim irá superá-lo como detetive em algum momento no futuro. Suas habilidades de combate, apesar de superarem Jason Todd em sua época como Robin, são relativamente inferiores ao nível de Dick Grayson como Garoto-Prodígio, sendo o seu ponto forte suas habilidades como detetive. Seu uniforme como Robin é também bem mais moderno, tendo como inovação proteção para as pernas e várias camadas de Kevlar. Recentemente, após a morte de seu pai no evento Crise de Identidade, Tim também acabou adotado por Bruce Wayne.
Tim também é membro do grupo conhecido como os Novos Titãs.
Desde cedo, o jovem Timothy "Tim" Drake vinha se mostrando um grande fã da dupla dinâmica. Depois que Dick Grayson, o primeiro Robin, foi embora, e Jason Todd, o segundo Robin, foi morto, Tim desejou se tornar o novo Robin, e usando seus conhecimentos de hacker descobriu a verdadeira identidade de Batman. Batman não estava muito certo se queria um novo parceiro, mas, com o apoio de Asa Noturna (o primeiro Robin), Batman decide aceitar a ideia. Ao contrário de seus dois antecessores, Tim é extremamente obediente às ordens de Bruce, não sendo tão impulsivo quanto Dick ou Jason. Outra diferença é que Tim, no começo de sua carreira como Robin, ainda possuía família. Tempos depois, infelizmente, seu pai foi morto pelo Capitão Bumerangue e ele foi então adotado por Bruce Wayne. A princípio, Tim não tinha grandes habilidades de luta, mas após um rápido treinamento com Batman foi enviado a Paris, onde começou a treinar com um monge tibetano. Este treinamento foi interrompido quando Tim partiu em busca de um criminoso europeu. Durante a perseguição, Tim recebeu treinamento pouco formal em artes marciais de um agente do DEA e da vilã conhecida como Lady Shiva.
Tim mostrou-se um grande companheiro para o Batman, tanto em ação quanto fora dela, ao motivo de Bruce o considerar como sendo parte de sua família, mesmo que Tim tenha seu próprio lar. Tim, ao lado de Batman, Asa Noturna, Alfred Pennyworth, Batgirl (Cassandra Cain), Caçadora (Helena Bertinelli) e Oráculo (Bárbara Gordon), é um dos principais membros do Batfamília e da Corporação Batman.

### Robin Vermelho
Tim Drake foi um dos concorrentes ao novo posto de Batman após a minissérie Batman R.I.P, na qual Bruce Wayne foi dado como morto. Posteriormente, Dick Grayson se tornou o novo Batman, e nomeou Damian Al Ghul Wayne o novo Robin, alegando que enxergava Tim Drake um igual, e não um aprendiz. Tim não aceita bem a passagem do manto de Robin para Damian e deixa a caverna furioso, apesar dos pedidos de Dick para que ele volte.
Convencido de que Bruce Wayne ainda vive, Tim sai em sua busca de seu mentor e assume a identidade do Robin Vermelho. Ele alia-se a Ra's Al Ghul, que assim como Tim também deseja o retorno de Bruce, mas acaba entrando em uma situação em que é obrigado a ser um membro da Liga dos Assassinos. Ele decide entrar na Liga buscando destruí-la por dentro.
Durante os eventos da saga A Noite Mais Densa, Tim retorna a Gotham a pedido de Dick, que o avisa que o túmulo de seus pais foi profanado. Ao chegar lá, ambos conversam sobre o retornos dos mortos e sobre a busca de Tim, mostrando que, apesar dos conflitos, eles ainda possuem respeito mútuo um pelo outro e trabalham juntos para tentar sobreviver a ameaça dos Lanternas Negros.

### DC Rebirth
Em DC Rebirth, Tim Drake ainda opera sob o pseudônimo de Robin Vermelho. Ele ganha seu novo e terceiro traje de Robin Vermelho, semelhante ao seu primeiro terno Robin, exceto com dois R’s como seu logotipo em vez de um. É revelado mais tarde que a história de origem de Tim Drake foi revertida para a do universo original, onde ele descobre as identidades de Batman e Robin após a morte de Jason Todd e se torna Robin antes de adotar a persona do Robin Vermelho.
Seguindo Infinite Frontier, a história de Tim é suavizada novamente, restaurando suas histórias pré-Novos 52 como o terceiro aprendiz de Batman e o restabelecendo como tendo sido Robin desde então. O enredo de Tim em ‘‘Batman: Urban Legends’’ o mostra lidar com inseguranças não expressas que o isolam de sua ex-namorada, Stephanie. Quando ele tenta se reconciliar com um velho amigo em uma noite de patrulhamento (seu amigo de escola Bernard Dowd, de volumes anteriores de Robin), Bernard é sequestrado, e Tim fica angustiado com a culpa, dando-se a missão de salvar Bernard ao tentar entender quem ele realmente é e o que realmente deseja da vida. Ao salvar Bernard, Bernard diz a Robin que seu amigo Tim o ajudou a se entender e a se entender, fazendo com que Robin/Tim tivesse a mesma realização para si mesmo. Embora ame Stephanie, Tim inconscientemente percebe que é bissexual. Depois, sem fantasia, Bernard convida Tim para um encontro, que Tim aceita, momento que foi comemorado não só por fãs, por explicitar uma das maiores polêmicas e rumores da história dos Robin’s, mas também pela própria editora em um comunicado oficial.

## Em outras mídias
Batman Beyond: Return of The Joker
No longa-metragem de animação da série Batman Beyond, lançado em 2000, Tim sofre lavagem cerebral do Coringa, mas resiste ao transe e acidentalmente mata o Coringa. No futuro, entretanto, é revelado que o Coringa implantou em Tim um microchip neural que induz suas características. Ao descobrir sobre o chip, Terry (o Batman no futuro) o destrói e salva Tim, fazendo-o voltar a sua antiga personalidade.
The New Batman Adventures
Ele aparece como filho de Steven Drake e ajuda Batman. Depois de morto, Tim depois se torna Robin. Ele ficou um bom tempo na equipe e também compactuou com Dick Grayson, como Asa Noturna. Ainda na série no episódio 19 Tim aparece com os traços do Robin de Dick Grayson ano 60 numa história contada por garotos. Depois deixa a equipe após sofrer lavagem cerebral do Coringa e também forma outros integrantes.

### Superman Animated Series
Tim descobre que Bruce desapareceu e Superman ajuda o garoto a procurar seu parceiro em Metrópolis e se disfarça de Batman. Logo descobre que Brainiac sequestrou e o usa para suas experiências. Depois de salvar Bruce, eles voltam para Gotham e Superman retoma sua vida normal.

### Static Shock
Batman aparece em Dakota com Robin quando soube que Coringa estaria em sua cidade. Ainda quando Virgil ajudava uma colega que era perseguida por Hera Venenosa e Arlequina, Batman aparece na missão e Virgil pergunta do Robin e Batman responde que está com os Titãs. Em um outro episódio, a dupla tenta impedir que Virgil vá para o futuro onde conhece o jovem Batman, Terry McGinnis e Bruce Wayne, numa versão envelhecida.

### Young Justice Invasion
Depois de Dick se tornar Asa Noturna, Tim Drake se ingressa na liga e se torna discípulo de Dick e também uma espécie de irmão caçula pra ele.

### Teen Titan
Depois de deixar a Bat-Caverna, após sofrer lavagem cerebral do Coringa Tim Drake passa a agir independente, em que depois conhece Estelar que tem crise do planeta Tamaran e também Cyborg, Mutano e Ravena. Logo depois de resolver a crise, eles depois formam os Titãs.

### Teen Titan Go!
Tim participa de um esquadrão de Robin formado por Dick Grayson, que era o principal, o visual de Jason Todd era uma versão similar à do Robin em Young Justice, Carrie Kelly fica com o visual igual das hqs e Dick Grayson. como uma versão antiga dos anos 60.

### Batman Unlimited
Tim aparece como Robin vermelho e compactua com Asa Noturna, Dick Grayson.

### D.C. Super Amigos
Tim aparece com Cyborg para salvar a Liga da Justiça da Legião do Mal comandada por Coringa e Lex Luthor.

### O caso da Mulher Morcego
Tim faz uma aparição no longa como Robin.

### Batman Ninja
Tim aparece como Robin Vermelho no longa Batman Ninja, eventos da série Justiça Jovem.

### Justice League Action Armadilha no Tempo
Tim aparece no especial em que Lex Luthor é congelado. Ele depois tem um confronto com Karatê Kid Val Armorr e Vesper, até serem interrompidos por Batman, Superman e Mulher Maravilha.

### Lego Batman
Tim faz uma aparição como Robin.

### Gotham Knights
Num jogo jogável, no selecionável, após a morte de Batman, a família da caverna, Robin, Asa Noturna, Capuz Vermelho e Batgirl, tem de lidar com os criminosos, Tim Drake como Robin e Asa Noturna (Dick Grayson) como líder.

### Romances
- Cassie Sandsmark (Moça-Maravilha)
- Stephanie Brown (Batgirl)
- Koriand'r (Estelar)
- Ammy (filha do Cara de Barro Matt Hagen)
- Bernard Dowd (amigo de infância)